# یوهان آدام هیلر

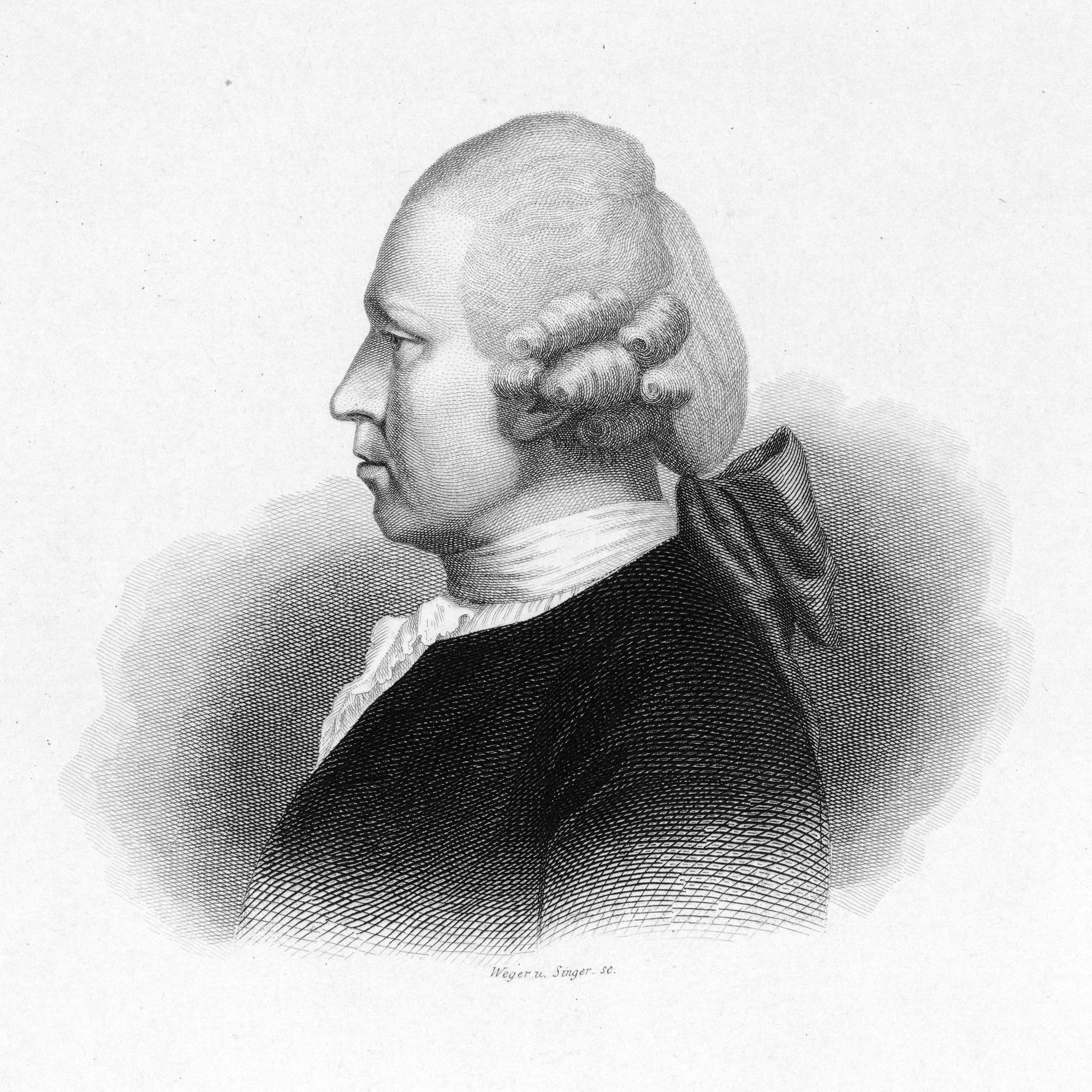
یوهان آدام هیلر

یوهان آدام هیلر (متولد ۲۵ دسامبر ۱۷۲۸، در وندیش-اوسیگ، زاکسنی - ۱۶ ژوئن ۱۸۰۴، در لایپزیگ) آهنگساز، رهبر ارکستر و نویسنده آلمانی در زمینه موسیقی بود که به عنوان خالق زینگ‌شپیل، شکل اولیه اپرای آلمانی شناخته می‌شود. او در بسیاری از این اپراها با شاعر کریستین فلیکس وایسه همکاری کرد.
علاوه بر این، هیلر معلمی بود که آموزش موسیقی را برای زنان تشویق می‌کرد. شاگردانش شامل الیزابت مارا و کرونا شروتر می‌شدند او کاپل مایستر گروه تئاتر آبل سیلر بود و اولین کاپل مایستر لایپزیگ گواندهاوس شد.

## زندگی‌نامه
با مرگ پدرش در سال ۱۷۳۴، هیلر تا حد زیادی به خیریه دوستان وابسته شد. او از یک خانواده اهل موسیقی می‌آمد، و همچنین اصول اولیه موسیقی را از استاد مدرسه در شهر خود، وندیش-اوسیگ آموخت. از سال ۱۷۴۰تا ۱۷۴۵، او دانش آموز در گمنازیوم در گورلیتز بود، جایی که صدای سوپرانوی خوبش برای او تحصیل رایگان به همراه داشت. در سال ۱۷۴۶ او برای تحصیل به دانشگاه معروف کروتس شوله در درسدن رفت. در آنجا او با گوتفرید آگوست هومیلیوس دروس مداوم کیبورد و باسو گذراند.
در سال ۱۷۵۱ در دانشگاه لایپزیگ ثبت نام کرد تا در رشته حقوق تحصیل کند و از طریق آموزش موسیقی و همچنین با اجرای کنسرت‌ها با فلوت و به عنوان خواننده، امرار معاش می‌کرد. هیلر خود را در زندگی غنی موسیقایی شهر غرق کرد و به تدریج موسیقی را به عنوان تنها حرفهٔ خود پذیرفت. او نقش فعالی در کنسرت گروسز، که پیشروترین کنسرت در لایپزیگ بود، ایفا کرد. در آن زمان او چندین سمفونی، کانتاتاهای کلیسایی و آریا نوشت، و همچنین یک زینگ اشپیگل تکه‌تکه با عنوان اوراکل. هیلر همچنین مقاله ای در مورد تقلید طبیعت در موسیقی (Abhandlung über die Nachahmung der Natur in der Musik) در سال ۱۷۵۴منتشر کرد. در آن سال او اولین استراحت خود را زمانی که مباشر و معلم پسر کنت برول در درسدن شد، گرفت. او کنت را در سال ۱۷۵۸ تا لایپزیگ همراهی کرد. او تا سال ۱۷۶۰ در آن سمت باقی ماند تا اینکه بیماری (افسردگی) او را مجبور به استعفا کرد. در طول اقامتش در آنجا بود که او ایده احیای برخی از کنسرت‌های اشتراکی را در سر داشت، تلاشی که در نهایت منجر به تأسیس کنسرت‌های لایپزیک گواندهاوس شد که او اولین رهبر ارکستر آن بود.
هیلر در لایپزیش، مدیر کنسرت گروسس شد، سمتی که تا سال ۱۷۷۱حفظ کرد. در آن سال یک مدرسه آواز تأسیس کرد. چهار سال بعد، هیلر انجمن کنسرت خود را به نام انجمن تمرین موسیقی تأسیس کرد. او در مدرسه لایپزیک خود، نوازندگان جوانی را در آواز و نواختن ساز آموزش داد. دو تن از مشهورترین شاگردان او، کورونا شروتر و گرترود الیزابت مارا خواهرزاده اشملینگ بودند که هر دو از خوانندگان تحسین شده بودند. او همچنین به ارگ نواز و آهنگساز دانیل گوتلوب تورک آموزش داد. در سال ۱۷۷۸ هیلر به عنوان مدیر موسیقی در پائولینرکیرش، کلیسای دانشگاه لایپزیگ منصوب شد. در آن زمان او همچنین کنسرت‌های روحانی برای روزه را سازماندهی کرد.
به هیلر این اعتبار داده شده‌است که مبتکر زینگ اشپیل، آغاز اپرای کمدی آلمانی است که متمایز از تحولات فرانسوی و ایتالیایی است. مهم‌ترین اپراهای او عبارتند از: Lottchen am Hofe (لوتی در دادگاه، ۱۷۶۰)، Der Teufel ist los (شیطان سست است، ۱۷۶۸) و Poltis, oder Das gerette Troja (پلتیس، یا تروی نجات یافته، ۱۷۸۲). اشعار تمام زینگ اشپیل‌های او از ارزش موسیقایی قابل توجهی برخوردار و مدتها محبوب بودند. از جمله ساخته‌های مقدس او عبارتند از: یک کانتاتا شور، موسیقی تشییع جنازه به افتخار هاسه، صحنه ای از مزمور صدم. و چند سمفونی
در دهه ۱۷۸۰ او موقعیت‌های جدیدی را با هشیاری بیشتر به دست آورد. در سال ۱۷۸۱ رهبر ارکستر کنسرت‌های گواندهاوس شد. در همان سال او از دربار دوک کورلند در میتائو بازدید کرد، سفری که چهار سال بعد منجر به انتصاب هیلر به عنوان کاپل مایستر در آنجا شد. علاوه بر پست‌های خود در گواندهاوس و پائولینرکیرش، در سال ۱۷۸۳ او همچنین مدیر موسیقی نوکیرشه شد که او را به یک مقام برتر در موسیقی در لایپزیگ تبدیل کرد. با این حال، زمانی که کار جدید خود را در میتائو در سال ۱۷۸۵ آغاز کرد، از تمام پست‌های خود در لایپزیگ استعفا داد. به دلیل اوضاع سیاسی ناپایدار دربار کورلند، تنها پس از یک سال از سمت خود در آنجا استعفا داد. از آنجایی که او دیگر هیچ شغلی در لایپزیگ نداشت، مجبور شد برای تأمین معاش خود کنسرت ترتیب دهد، اما خوشبختانه توانست پست مدیر موسیقی شهر برسلاو را در سال ۱۷۸۷ برای خود تضمین کند. او دو سال را در برسلاو گذراند و در سال ۱۷۸۹ به لایپزیگ بازگشت تا در توماس کیرشه رهبر ارکستر شود. هیلر این پست را تا سال ۱۸۰۱ حفظ کرد تا اینکه به دلیل سنش استعفا داد.
علاوه بر این، هیلر به عنوان ویراستار و ناشر آثار دیگر آهنگسازان، کارهای قابل توجهی انجام داد و به‌طور قابل توجهی در مورد موضوعات موسیقی نوشت. در واقع، او یکی از مهم‌ترین دانشمندان و نویسندگان موسیقی آلمان در قرن هجدهم بود. او پدر آهنگساز فردریش آدام هیلر (حدود ۱۸۱۲–۱۷۶۷) بود، اما با فردیناند هیلر، موسیقی‌دان نسبتی نداشت.

## اپراها
مضمونی از اپرای هیلر،برداشت تاج گل (Der Erndtekranz)، مبنایی برای تغییرات ارکستری ماکس ریگر و فوگ روی تم اثر هیلر (۱۹۰۷) بود.

## تولیدات ادبی
سهم عمده هیلر در این زمینه عبارتند از اخبار هفتگی، یک مجله موسیقی که در آن مروری بر اجراها، انتشارات موسیقی جدید، و مقالاتی در مورد موضوعات مختلف مرتبط با موسیقی منتشر می‌کرد. از مقالات او در این مجله مشخص می‌شود که هیلر برای گرایش‌های جدید در موسیقی ذهن بازی داشت و هاسه را به جی‌اس باخ و گلوک ترجیح می‌داد. نوشته‌های هیلر در مورد مسائل زیبایی‌شناختی شامل رساله تقلید از طبیعت در موسیقی (۱۷۵۴) و دربارهٔ موسیقی و اثرات آن (۱۷۸۱) است که ترجمه‌ای از ’ ملاحظات چابانودر موسیقی است.
هیلر به عنوان یک مورخ مجموعه‌ای از حکایات و زندگی‌نامه‌ها را منتشر کرد، حکایت‌هایی از تاریخ زندگی فرمانروایان بزرگ و دولتمردان نامدار و زندگینامه علما و آهنگسازان نامدار موسیقی دوران اخیر و زندگینامه دانشمندان و آهنگسازان مشهور موسیقی دوران معاصر.
اکثر نوشته‌های او مربوط به آموزش و پرورش است. در این نشریات، هیلر خود را به عنوان یک معلم بسیار شایسته معرفی می‌کند که دانش موسیقی را بخشی ضروری از آموزش همگان می‌دانست.

### فهرست نوشته‌ها
- «رساله تقلید از طبیعت در موسیقی» در فردریش ویلهلم مارپورگ: مشارکت‌های تاریخی- انتقادی در ضبط موسیقی، ج ۱ (برلین، ۱۷۵۴)
- حکایت‌هایی از زندگی حاکمان بزرگ و دولتمردان مشهور (لایپزیگ، ۷۲–۱۷۶۶)
- به عنوان ویراستار: اخبار و نت‌های موسیقی هفتگی (لایپزیگ، ۷۰–۱۷۶۶)
- آموزش هنر آواز خواندن به زبان‌های آلمانی و ایتالیایی (فرانکفورت و لایپزیگ، ۱۷۷۳)
- کتاب راهنمای موسیقی برای عاشقان آواز و پیانو (لایپزیگ، ۱۷۷۳)
- دستورالعمل آواز خواندن صحیح موسیقی (لایپزیگ، ۱۷۷۴، تکمیل شده ۱۷۹۸)
- نمونه کتاب آموزش آواز (لایپزیگ، ۱۷۷۴)
- آموزش خوانندگی لطیف موسیقی (لایپزیگ، ۱۷۸۰)
- شرح زندگانی دانشمندان و موسیقیدانان نامی عصر اخیر (لایپزیگ، ۱۷۸۴). شامل خودزندگی نامه است.
- دربارهٔ متاستازیو و آثارش (لایپزیگ، ۱۷۸۶)
- خبر اجرای مسیح هندل در کلیسای جامع برلین در ۱۹می ۱۷۸۶(برلین، ۱۷۸۶)
- قطعاتی از مسیحا هندل به همراه تاملاتی در مورد اجرای آهنگ‌های هندل""(لایپزیگ، ۱۷۸۷)
- دربارهٔ قدیم و جدید در موسیقی (لایپزیگ، ۱۷۸۷)
- موسیقی کلیسایی واقعی چیست؟ (لایپزیگ، ۱۷۸۹)
- با همکاری هاسه: مشارکت در موسیقی واقعی کلیسا (لایپزیگ، ۱۷۹۱)
- دستورالعمل‌های کوتاه و سبک برای آواز خواندن (لایپزیگ، ۱۷۹۲)
- دستورالعمل نواختن ویولن برای مدارس و خودآموزی (لایپزیگ، ۱۷۹۲)
- خاطرات در برابر ثبت ملودی‌ها در همخوانی آهنگ کوچک فری (لایپزیگ، ۱۷۹۸)

## کتابشناسی - فهرست کتب
- توماس باومن: اپرای آلمان شمالی در عصر گوته (کمبریج، ۱۹۸۵).
- گئورگی کالموس: اولین زینگ‌اشپیل آلمانی توسط Standfuss و Hiller (لایپزیگ، ۱۹۰۸).
- کیوکو کاوادا: مطالعات در مورد زینگشپیله توسط یوهان آدام هیلر (۱۷۲۸–۱۸۰۴)، دیس، دانشگاه ماربورگ، ۱۹۶۹.
- کارل نائومان: یوهان آدام هیلر: ادای احترامی متواضعانه به شایستگی‌های او به عنوان یک مرد، هنرمند و دانش آموز(لایپزیگ، ۱۸۰۴).
- کارل پیزر: یوهان آدام هیلر (لایپزیگ، ۱۸۹۴).
- یوهان فردریش رایشارت: نامه‌های یک مسافر با توجه به موسیقی، جلد اول. (فرانکفورت و لایپزیگ، ۱۷۷۴)، جلد دوم. (فرانکفورت و برسلاو، ۱۷۷۶).
- فردریش روکلیتز: «به یاد یوهان آدام هیلر»، در: روزنامه عمومی موسیقی، جلد ۶ (۱۸۰۳)